# Bodotria arenosa
Bodotria arenosa is een zeekomma uit de familie Bodotriidae.

## Kenmerken
B. arenosa is een zeekomma met typische kommavorm, die tot 7 mm lang wordt. De carapax draagt een dorsale en een paar laterale carinae (huidplooien) en bezit geen uitgesproken pseudorostrum. Het eerste pereoniet is dorsaal (van boven gezien) niet zichtbaar. Bij beide geslachten dragen enkel de eerste pereopoden een exopodiet (buitenste tak). De endopodiet (binnenste tak) van de uropode heeft slechts één segmentje—waardoor de soort duidelijk verschilt van B. scorpioides. Zoals alle Bodotriidae heeft deze soort geen telson.

## Ecologie
Ze komen voor in zeer grofzandige substraten, vanaf de getijdenzone tot op een diepte van 120 m.
De meerderheid van de zeekommasoorten in de gematigde ondiepe wateren leven waarschijnlijk slechts een jaar of minder en planten zich tweemaal per jaar voort. Ze voeden zich met micro-organismen en organisch materiaal uit bodemafzettingen.
B. scorpioides komt voor in de Noordzee van de zuidwestkust van Noorwegen tot aan Bretagne en ook in de Middellandse Zee.